# Артген ван Лейден
Артген ван Лейден  (нід. Aertgen van Leyden 1498, Лейден — 1564, Лейден) — художник і гравер доби нідерландського Відродження, майстер живопису і дизайнер вітражів.

## Історія вивчення
Належав до призабутих майстрів. У XVII та у XIX століттях художником практично не цікавились.

## Неповна біографія
Збережено надзвичайно мало документальних відомостей про життя і твори майстра. Їх більшість узята з видання нідерландського історіографа Карела ван Мандера, надрукованого 1604 року.
За даними Карела ван Мандера він син лейденського сукновала і більшу частину життя провів у тому ж районі. До вісімнадцятирічного віку працював у ремісничій майстерні батька. Його справжнє ім'я — Арт Клас.
Ймовірно, мав художні здібності або за порадою влаштувався у майстерню художника, котру утримував Корнеліс Енгельбрехтсен (1462—1527). Серед учнів Енгельбрехтсена був і уславлений пізніше художник і гравер Лукас ван Лейден (1489—1533). Ця обставина стане приводом плутати обох художників, а твори Артгена ван Лейдена приписували Лукасу і навіть зробити Артгена родичем самого Лукаса. Насправді вони не були родичами, а лише уродженцями одного міста, що відбились на їх прізвиськах.
За припущеннями, Артген ван Лейден був релігійно налаштованою особою, бо серед його зберігшихся картин не знайдено міфологічних чи алегоричних. Зазвичай його твори невеликі за розмірами, а його персонажі трохи перебільшували реальні речі. Незважаючи на це, його твори відрізнялись помітною оригінальністю композицій. При цьому його художня манера коливала, а твори не мали підпису майстра, що надзвичайно утруднює їх ідентифікацію. На початок 21 століття відома лише одна картина, котра безумовно належить творам майстра (триптих «Страшний суд» з донаторами родини Монфорт, 1555 р., Музей красних мистецтв (Валансьєн)).
Працював у місті Лейден роками, де мав майстерню і учнів. Грав на музичних інструментах. В майстерні читав учням біблійні тексти і давав цим текстам власні пояснення. Серед замовників художника — переважали заможні мешканці міста, що нещедро оплачували твори митця.
Помер у віці 66 років від нещасного випадку, упавши вночі у канал з водою.

## Неповний перелік творів, відомості про які збережені
- «Св. Єронім у келії при свічці», бл. 1520 р., Державний музей (Амстердам)
- «Проповідь св. Антонія», бл. 1530 р., Державний музей (Амстердам)
- «Різдво Христове»
- «Мучеництво св. Себастьяна»
- «Портрет донатора», Муей Тиссена-Борнемісси,Мадрид
- триптих «Христос воскрешає померлого Лазаря» з донаторами
- триптих «Страшний суд» з донаторами родини Монфорт, 1555 р., Музей красних мистецтв (Валансьєн)

## Слава прижиттєва і посмертна
Художник не виборов помітного фінансового успіху, хоча мав авторитет як поважний майстер у місті Лейден. Його творами цікавився сам Пітер Пауль Рубенс, що мав гострий зір і здатність цінувати художні індивідуальності. У картинній галереї Рубенса було чотири картини Артгена ван Лейдена.
Мав твори  Артгена ван Лейдена і уславлений Рембрандт.

## Обрані твори

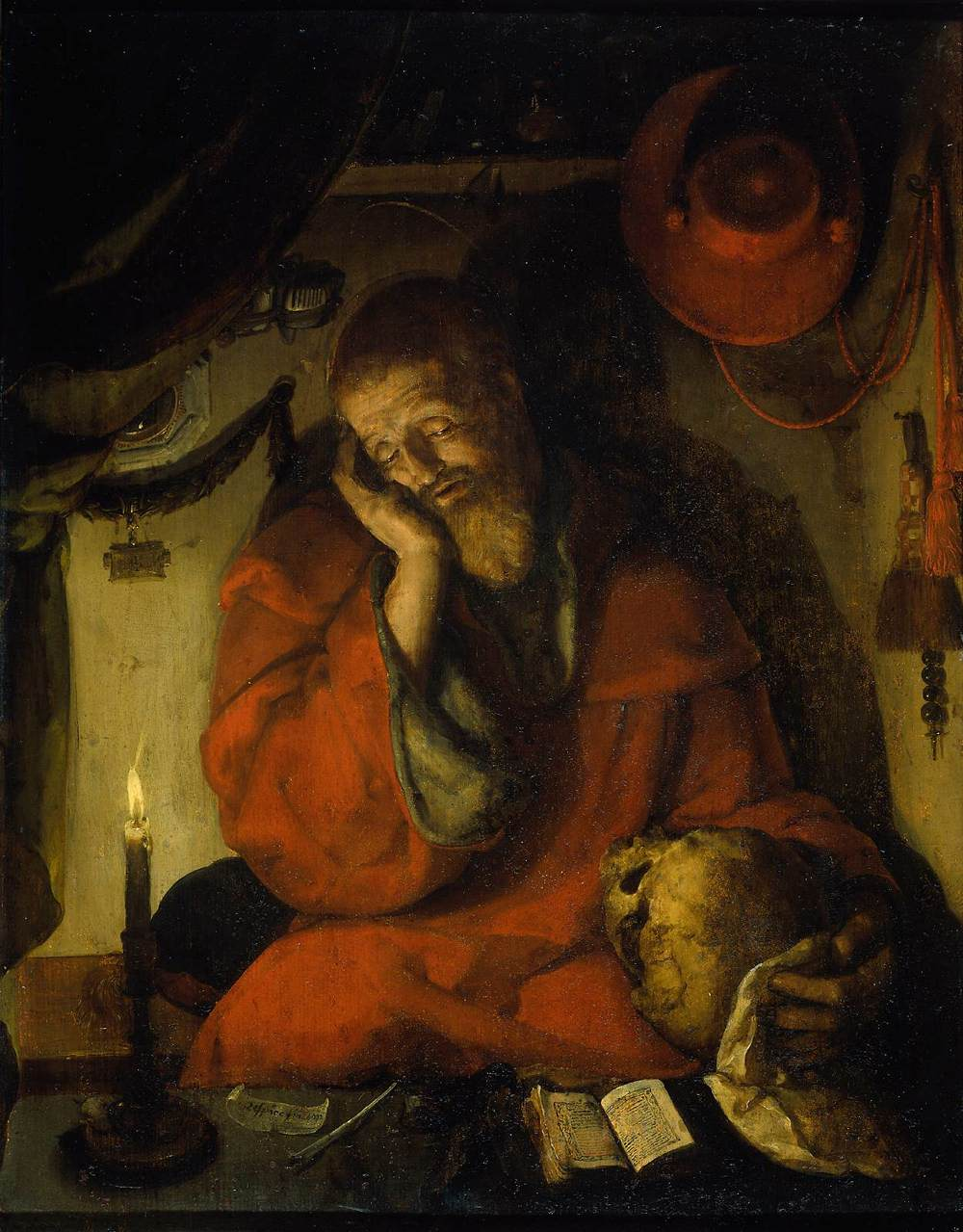
«Св. Єронім у келії при свічці», бл. 1520 р., Державний музей (Амстердам)
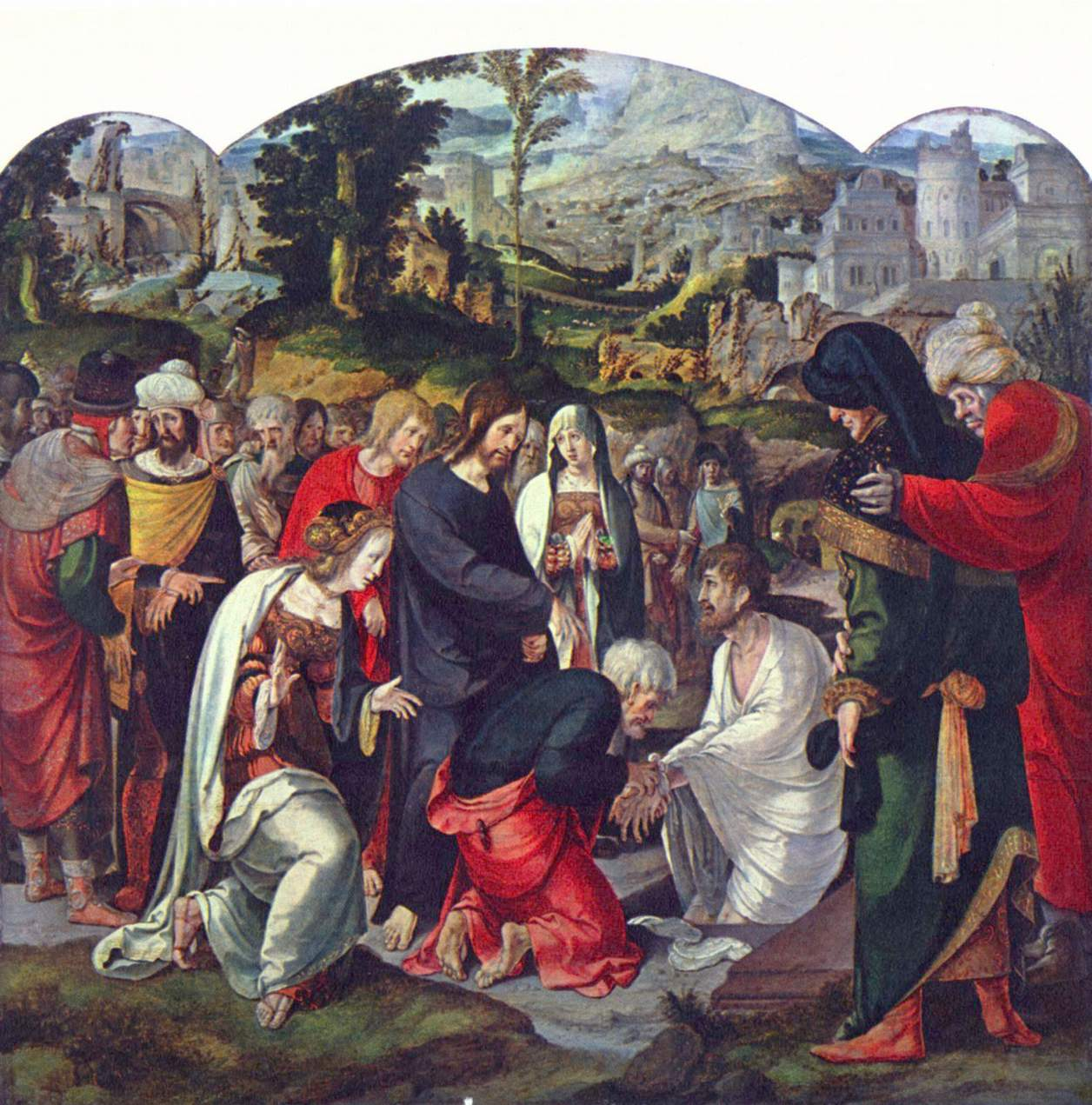
триптих «Христос воскрешає померлого Лазаря» з донаторами, центральна стулка триптиха

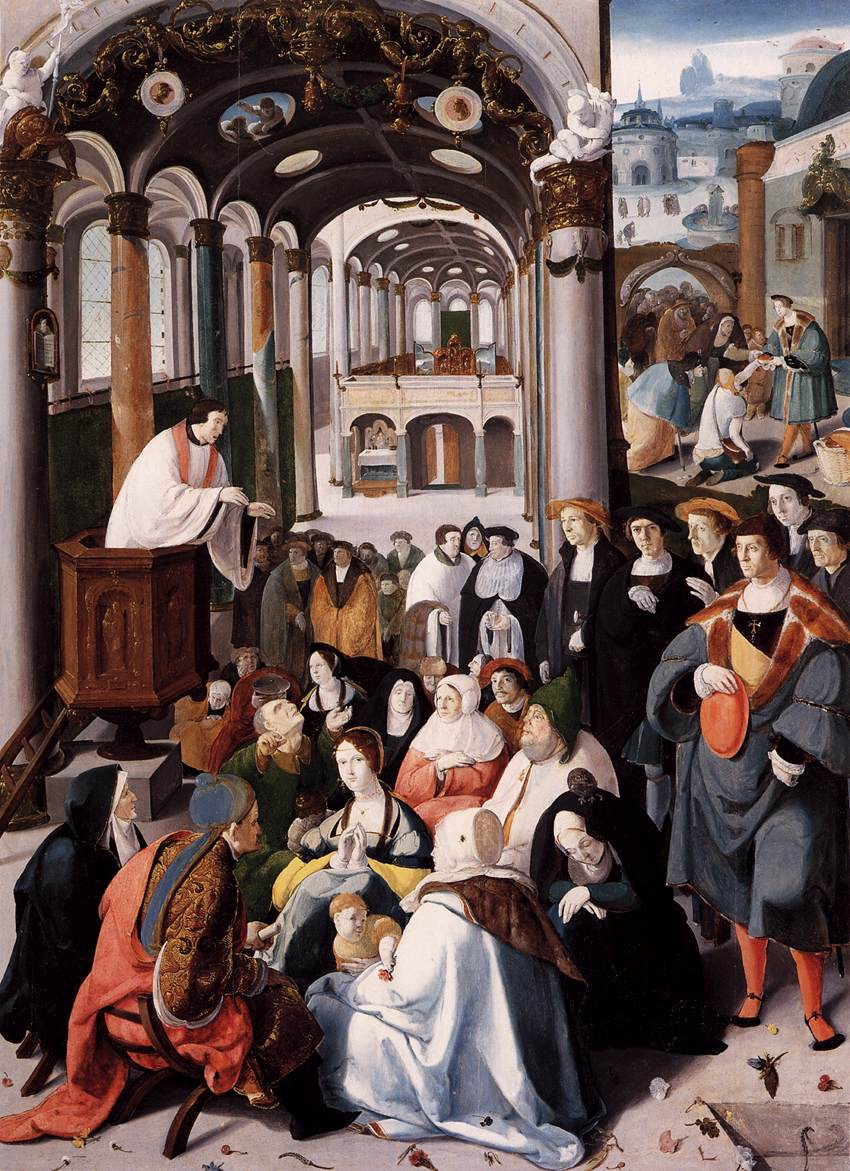
«Проповідь св. Антонія», бл. 1530 р.
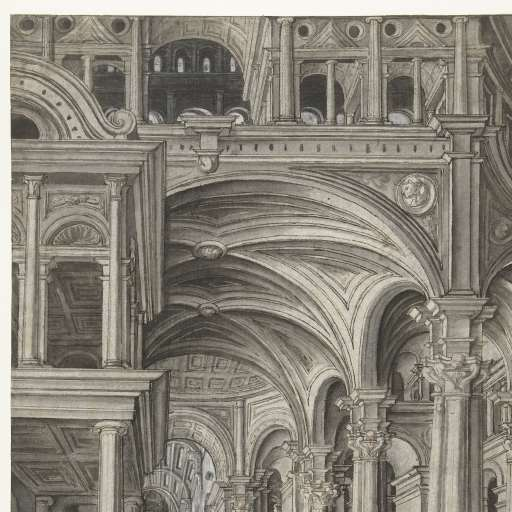
Апостол Петро зцілює паралічного у храмі, замальовка архітектрури, 1-а половина 16 ст.